# (9669) Symmetria
(9669) Symmetria – planetoida należąca do zewnętrznej części pasa głównego asteroid okrążająca Słońce w ciągu 5 lat i 276 dni w średniej odległości 3,21 j.a. Została odkryta 8 lipca 1997 roku w Prescott Observatory przez Paula Combę. Nazwa planetoidy jest palindromem, dodatkowo nazwa nawiązuje do symetrii, gdyż każda para liczb niezmienna po obróceniu nazwy o 180°. Przed nadaniem nazwy planetoida nosiła oznaczenie tymczasowe (9669) 1997 NC3.